# Ernst Martin Walsken

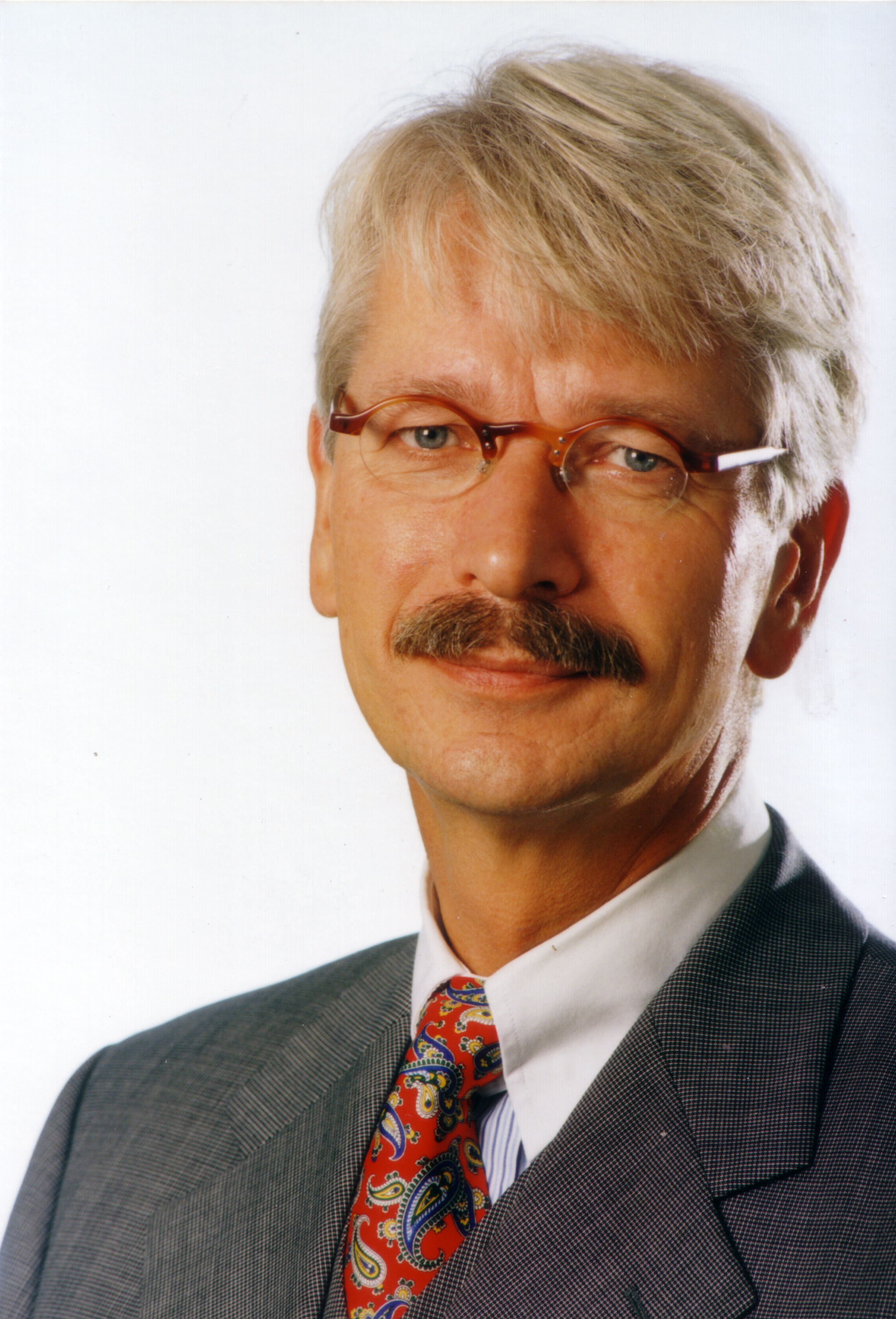
Ernst Martin Walsken, 1998

Ernst Martin Walsken (* 1. Juni 1947 in Solingen) ist ein deutscher Politiker (SPD) und Manager.
Ernst Martin Walsken ist Sohn des von den Nationalsozialisten verfolgten Malers Ernst Walsken. Der Diplom-Verwaltungswirt (FH) war von 1969 an Mitarbeiter des Bundestagsabgeordneten Arthur Killat. Von 1970 an war er in verschiedenen Positionen für die SPD im Bezirk Niederrhein, später im Land Nordrhein-Westfalen als Landesgeschäftsführer (1991–1995) tätig. Von 1985 bis 2003 gehörte er ununterbrochen dem Landtag Nordrhein-Westfalens an. 1995 wurde er zum stellvertretenden Fraktionsvorsitzenden  gewählt, 1999 zum haushalts- und finanzpolitischen Sprecher der SPD-Fraktion. 2003 wechselte Walsken zur Deutschen Telekom, in den Bereich Competence Center Konzernsteuerung. Von August 2003 bis Ende 2008 war er bei T-Systems für den Bereich Interessenvertretung Wirtschaft und Politik zuständig. Im Anschluss gründete Walsken seine eigene Beratungsfirma in Duisburg. Er organisiert mit der Unternehmensberatung MCC - Management Center of Competence den Kongress Health 4.0.
Walsken ist in zweiter Ehe mit der Politikerin Gisela Walsken (SPD) verheiratet und hat zwei Kinder.

## Schriften
- als Herausgeber, mit Ulrich Wehrhöfer: Mitgliederpartei im Wandel. Veränderungen am Beispiel der NRW-SPD. Waxmann Verlag, Münster 1998, ISBN 978-3-89325-603-7.